# Спроба вчинення самогубства Петра Чайковського

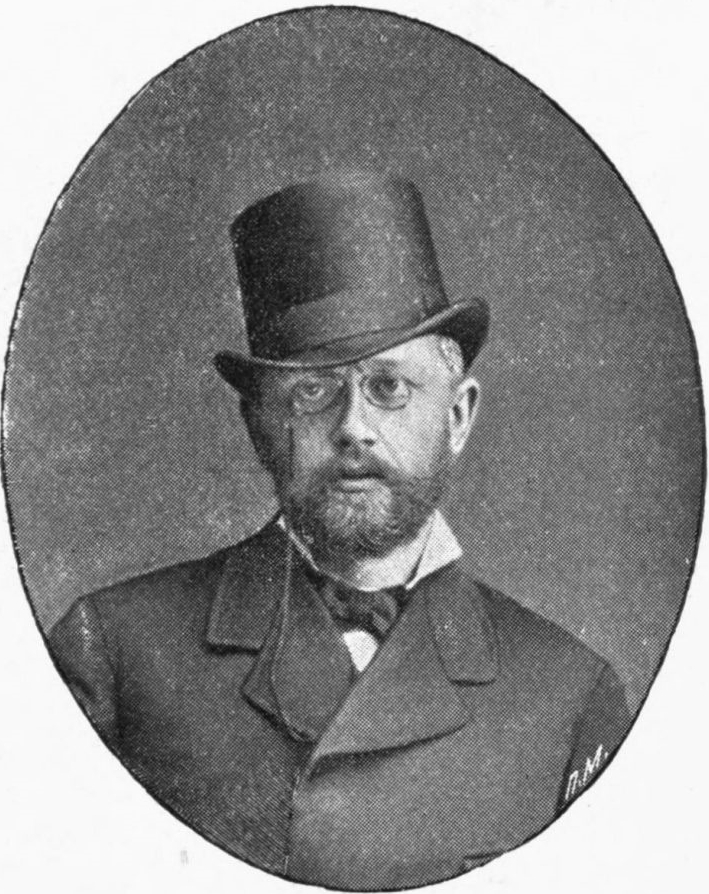
Невідомий фотограф. Петро Ілліч Чайковський, 1877

Багато науковців, які досліджували матеріали спогадів професора Московської консерваторії Миколи Кашкіна припускають, що в 1877 році Петро Ілліч Чайковський зробив невдалу спробу самогубства, і відносять її до перебування композитора в Москві між 11 (23) і 24 (6) вересня 1877 року. Композитор зайшов у холодну воду Москви-ріки зі свідомим наміром захворіти на важку застуду або пневмонію. Детальні обставини цієї події висвітлені у спогадах колеги та близького товариша композитора Миколи Кашкіна, написаних невдовзі після смерті композитора. Публікація їх журнального варіанту у виданні «Русское обозрение» розпочалася у вересні 1894 року і завершилася в грудні 1895 року (випуски 29—36). 1920 року в збірнику «Минуле російської музики. Матеріали та дослідження» була опублікована стаття Миколи Кашкіна «Зі спогадів про П. І. Чайковського». У ній автор детально описував обставини, за яких Чайковський сам, як стверджував Кашкін, розповів про обставини невдалої спроби самогубства.
Набуло популярності твердження, що спроба самогубства Чайковського могла бути пов'язана з одруженням митця, що відбулося напередодні, з Антоніною Мілюковою. Припускають, що ця подія поглибила духовну кризу, в якій перебував композитор в цей час. Ряд радянських музикознавців і сучасних дослідників творчості та біографії Чайковського заперечували факт спроби самогубства, але більшість все ж погоджуються, що композитор розмірковував у 1877 році про таку можливість і тому надзвичайно яскраво відобразив тему смерті у творах, створених у цей час.
Публікація Кашкіна привернула увагу окремих дослідників. Сцену невдалої спроби самогубства композитора зображено у двосерійному художньому фільмі радянського режисера Ігоря Таланкіна — «Чайковський» (1969), а також у фільмі британського режисера Кена Рассела «Аматори музики» (англ. «The Music Lovers», 1971).

## Обставини невдалої спроби самогубства в описі Миколи Кашкіна

### Микола Кашкін та Чайковський

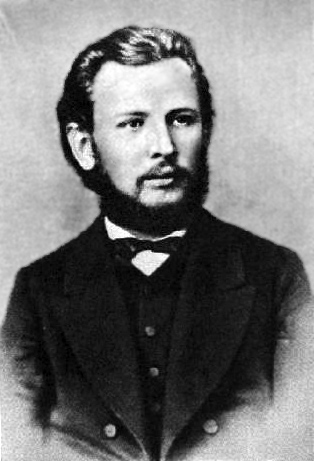
Микола Кашкін (дата фотографії невідома)

У період 1860—1870 років Микола Кашкін регулярно відвідує засідання московського гуртка музикантів очільником якого був Микола Рубінштейн. Членами гуртка були викладачі музичних класів Московського відділення Російського музичного товариства, а пізніше — вони стали основою створення в 1866 році Московської консерваторії. На засіданнях часто виконували та обговорювали твори Чайковського. Декілька років посередником у заочному спілкуванні між Кашкіним і композитором, який проживав у Санкт-Петербурзі, був близький друг обох — Герман Ларош, який навчався в першій половині 1860-х років у Петербурзькій консерваторії. Саме за ініціативи Микола Кашкін Чайковського запросили на викладацьку роботу у класах теорії музики до Москви. Особисте знайомство Кашкіна і Чайковського відбулося в січні 1866 року після приїзду композитора до Москви.
У період проживання Чайковського в Москві вони з Кашкіним постійно зустрічалися на заняттях у Московській консерваторії, на вечорах в «Артистичному гуртку», на засіданнях гуртка викладачів консерваторії. Вони часто грали в чотири руки аранжування симфонічних творів. Наштовхуючись на труднощі, що виникали під час роботи в консерваторії, Чайковський, як правило, звертався не до Рубінштейна, на квартирі якого він мешкав, а до Кашкіна. У 1877 році композитор залишив Москву. Кашкін і Чайковський підтримували листування, але зустрічі їх стали не регулярними. Незважаючи на цей факт, Кашкін стверджував: «короткість наших відносин дозволяла нам розуміти одне одного з півслова», а Чайковський високо цінував дружбу з ним. Брат Чайковського Модест писав, що найчастіше в Майданово до композитора приїжджали Ларош та Кашкін. Два місяці гостював Кашкін у садибі композитора Фроловське влітку 1890 року.
Чайковський довіряв товаришеві свої творчі плани, подробиці своєї роботи над творами, в окремих випадках просив та прислухався до порад. На прохання Чайковського Кашкін підготував аранжування «Лебединого озера» для фортепіано, а пізніше разом із композитором працював над його перевіркою та корективами, щоб полегшити виконання. Спілкування двох музичних діячів перетинало межі професійної діяльності. Зустрічаючись вони обговорювали твори російської літератури, публікації в товстих журналах, пов'язані з російським розумовим рухом, відвідували вистави Малого театру.

### Спогади Кашкіна про композитора
Серед сучасників Петра Ілліча лише професор Московської консерваторії Микола Кашкін стверджував, що в 1877 році митець намагався покінчити з життям. У дуже стислій формі він описав обставини самогубства у книзі «Спогади про П. І. Чайковського». Ця книга стала першою детальною біографією композитора, яку було оприлюднено російською мовою. «Спогади про П. І. Чайковського» були написані після його смерті. Публікація їх журнального варіанта у виданні «Русское обозрение» розпочалася у вересні 1894 року і завершилася в грудні 1895 року (випуски 29—36). У 1896 році побачило світ видання спогадів Кашкіна Петром Юргенсоном у вигляді окремої книги. У 1954 році здійснилось перевидання книги, незначні скороччення зроблені видавцями тексту, за їх твердженням, не торкнулися подій 1877 року.

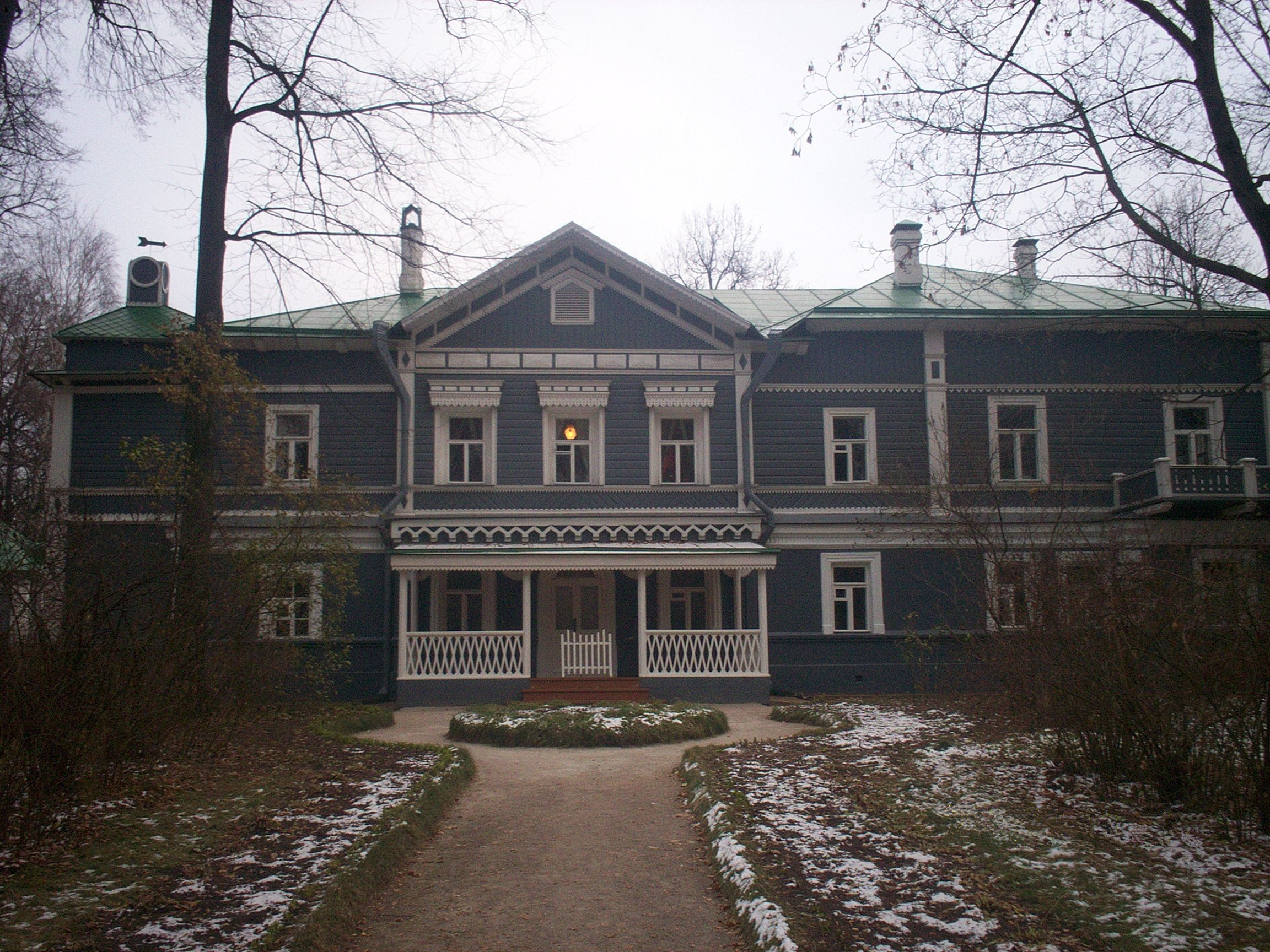
Дім П. І. Чайковського в Клині, головний вхід, 2007

Після Жовтневої революції Кашкін
…приєднався до революційно налаштованої інтелігенції… глибоко вірив у новий… радянський лад…
Він продовжував свою музичну та літературну діяльність, хоча на той час його статті не публікувались. Несподівано в 1919 році він отримав від Музичного відділу Народного комісаріату освіти РРФСР пропозицію про видання статей, створених протягом останніх років.
У 1920 році в збірнику «Минуле російської музики. Матеріали та дослідження» була опублікована стаття Миколи Кашкіна «Зі спогадів про П. І. Чайковського». Академік Академії наук СРСР, композитор, музично-громадський діяч, один із засновників Асоціації сучасної музики та основоположників радянського музикознавства Борис Асаф'єв (під псевдонімом Ігор Глібов) у вступній статті до збірки висловлював подяку автору за надані їм спогади і навіть протиставляв їх спогадам Модеста Чайковського, на його думку, опису «застарілому» і «недалекоглядному». Спогади Кашкіна, опубліковані у збірнику, являли собою, за словами Астаф'єва, оповідання «про вкрай важливу і найбільш невисвітлену подію з життя композитора — про його весілля».

На початку свого оповідання Кашкін повідомляв читачам, що у дореволюційному виданні своїх спогадів він
…з різних міркувань, про які немає потреби говорити, змушений був максимально коротко викласти цей епізод, який мав доленосне значення для подальшої біографії та творчості композитора.
Кашкін стверджував, що його нова стаття ґрунтується на спогадах самого Чайковського. Вони, за словами професора, були «зв'язним послідовним оповіданням», яке він почув «без будь-якої власної ініціативи».
Кашкін не зазначав точної дати, коли він почув оповідання, але стверджував, що подія відбувалася в Клину в будинку композитора, куди він приїжджав зазвичай на «Пристрасний і святий тиждень». Розмова відбулася після прогулянки, коли Чайковський та його приятель повернулися до будинку. Було ще не пізно, але вже почало смеркати. Вони мовчки сиділи за круглим столом. Композитор певний час переглядав листи, а Кашкін — газети. Чайковський запропонував йому прочитати листа від Антоніни Мілюкової, а після розповів про свою невдалу спробу покінчити з життям.
М. Кашкін стверджував, що жоден з них так ніколи й не прокоментував почуте. Вони повечеряли, а після читали чи грали у чотири руки. Автор спогадів наполягав, що брати композитора Модест та Анатолій отримали інформацію про ці події (на відміну від нього самого) не від Чайковського, а від третіх осіб. Він стверджував, що відтворює розповідь Чайковського майже дослівно і навіть якщо щось скоротив у ньому, то в жодному разі нічого до нього не додав. Саме тому, за його словами, Кашкін у цьому фрагменті своїх спогадів став вести виклад від першої особи (від імені Чайковського) і ґрунтується у своїх спогадах на записах, які він зробив під час оповідання композитора.

### Розповідь композитора Кашкіна про спробу самогубства

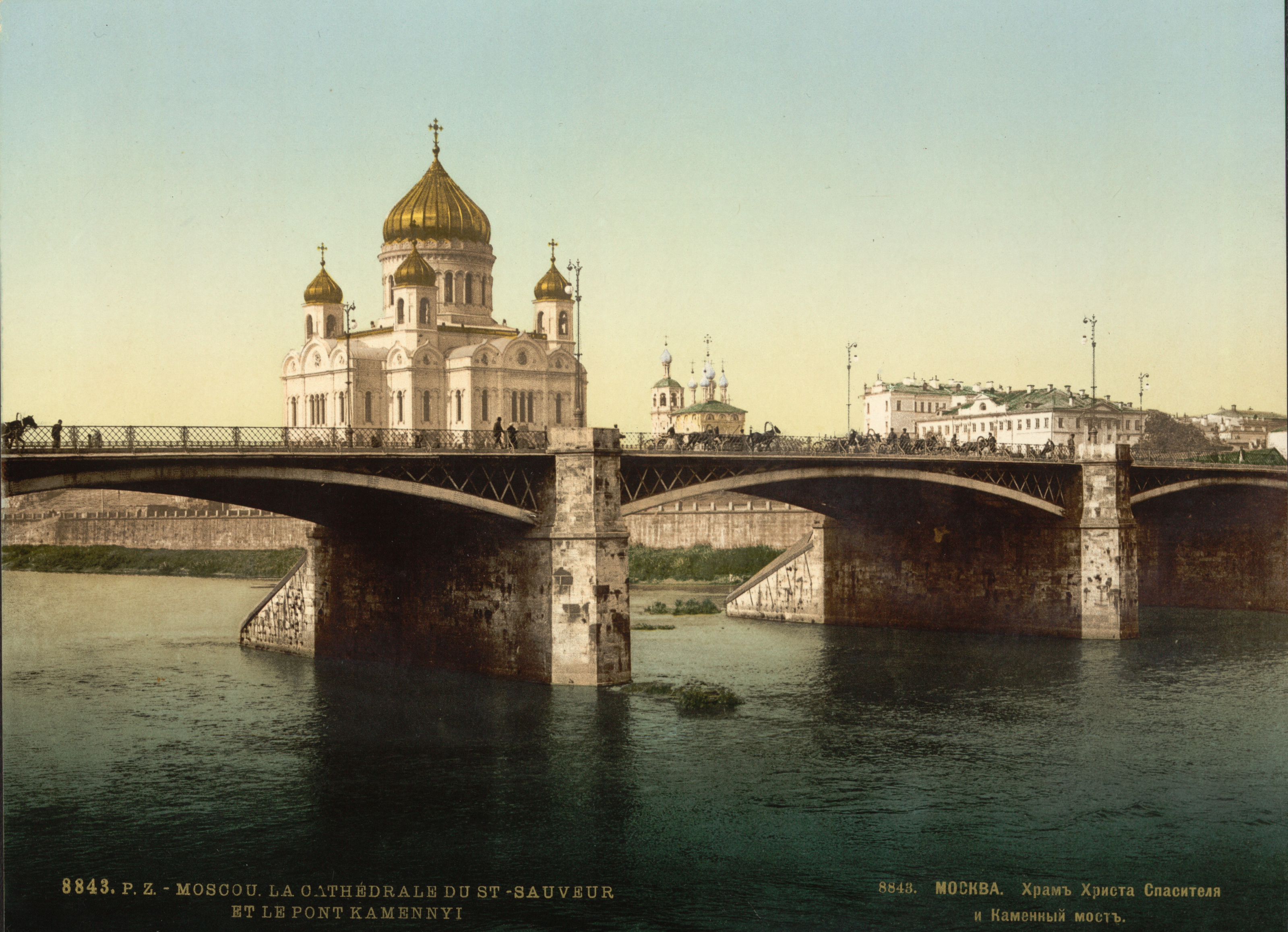
Великий Кам'яний міст у 1896—1897 роках Зображення з відділу естампів та фотографій Бібліотеки Конгресу США, LC-DIG-ppmsc-03844

11 вересня (23 вересня) 1877 року Композитор повернувся до Москви з Кам'янки. Микола Кашкін вважав, що спроба самогубства не була результатом випадкового збігу обставин. В книзі «Зі спогадів про П. І. Чайковського» він писав, що Чайковський задумувався про самогубство ще під час перебування в Москві. На думку Кашкіна, композитор вважав, що
…смерть залишиться йому єдиним виходом, але водночас думки про рідних, про те, як би їх вразило його відкрите самогубство, змушувало його шукати наче випадкової смерті.
У книзі спогадів про Чайковського він писав:
Пізніше він розповідав мені, що холодними вересневими ночами, коли вже почались приморозки, він, користуючись темрявою, заходив біля Кам'яного мосту одягнутим в річку майже до пояса і залишався у воді, до поки в нього вистачало мужності терпіти ломоту від холодної води; але, ймовірно, його збуджений стан захищав його від смертельного переохолодження, і тому його спроба була безрезультатною для здоров'я.